# 海の荒くれ
『海の荒くれ』（うみのあらくれ、Fire Down Below）は1957年のアメリカ合衆国、イギリスの映画。
ロバート・パリッシュ監督の作品で、出演はリタ・ヘイワースなど。
原題が1997年公開の映画『沈黙の断崖』と同じだが、本作とは関係なく全くの別作品である。

## キャスト
※括弧内は日本語吹替（初回放送1970年1月26日『月曜ロードショー』）
- イリーナ：リタ・ヘイワース（寺島信子）
- フィリックス：ロバート・ミッチャム（小林清志）
- トニー：ジャック・レモン（愛川欽也）
- 港長：ハーバート・ロム（村越伊知郎）
- セラーズ：ボナ・コレアーノ（羽佐間道夫）
- サム：バーナード・リー（吉沢久嘉）
- ジミー：エドリック・コナー

## スタッフ
- 監督：ロバート・パリッシュ
- 製作：アーヴィング・アレン、アルバート・R・ブロッコリ
- 原作：マックス・カットー
- 脚本：アーウィン・ショウ
- 撮影：デスモンド・ディキンソン
- 編集：ジャック・スレイド
- 音楽：アーサー・ベンジャミン
- 音楽指揮：ミュア・マシースン